# 光復紀念碑 (屏東縣)
光復紀念碑，又稱屏東忠魂碑，是位於台灣屏東縣屏東市的一處紀念碑，位於屏東公園內，2003年登錄為屏東縣歷史建築。

## 歷史

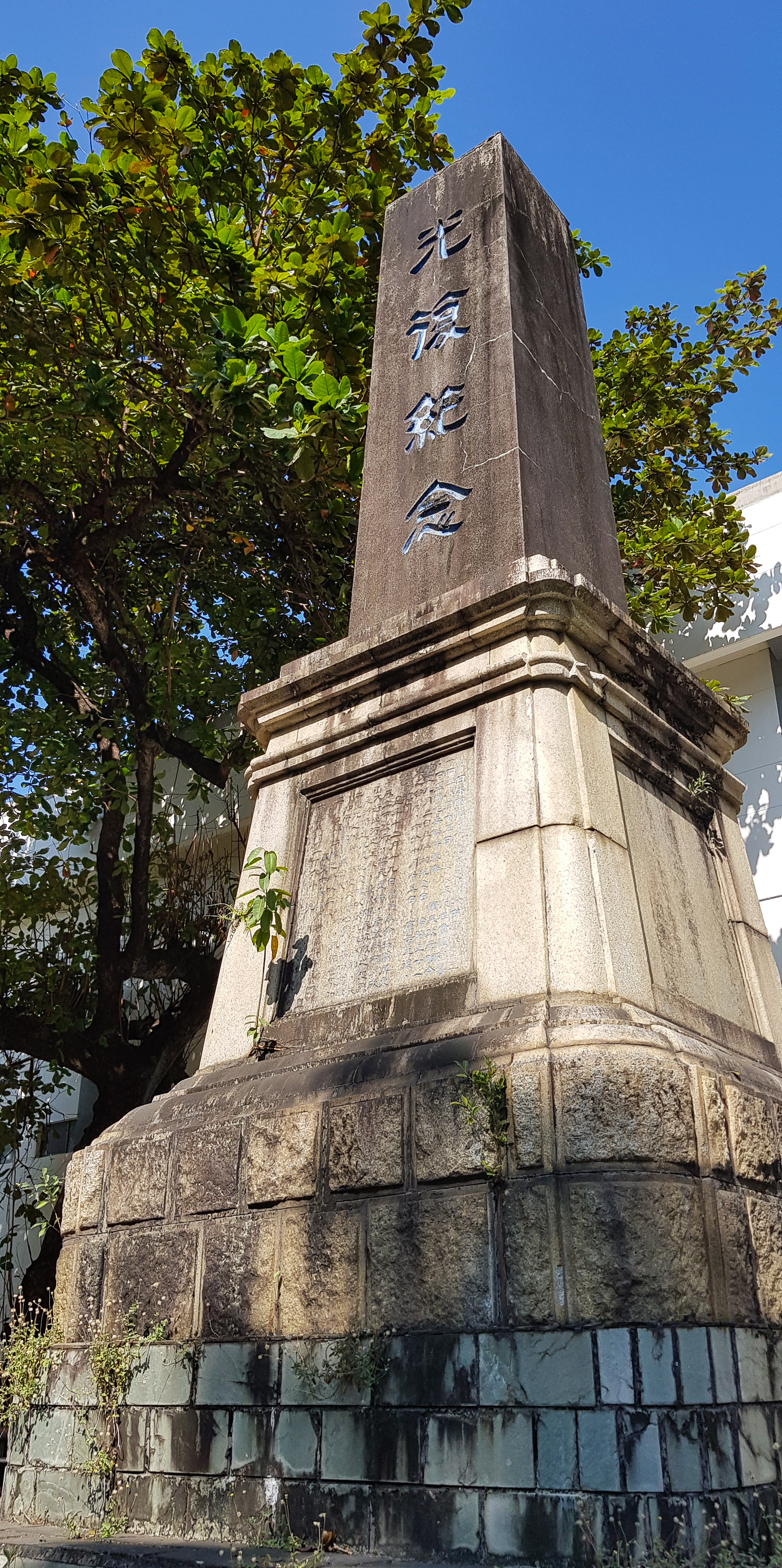
光復紀念碑

屏東忠魂碑為1915年所建立，是屏東公園第二期工程的一部分 ，以悼念在紀念阿緱廳自1895年領台以來曾於霧台抗日事件、四林格事件等武裝衝突中戰死的軍人及警察官吏等25人。碑正面為「忠魂碑」三字，為時任台灣總督佐久間左馬太所寫。忠魂碑在1913年9月動工，並在1915年5月31日完工，並在同年6月17日的始政紀念日舉行除幕式。
第二次世界大戰結束後，1947年原碑體被更改為「光復紀念碑」而保留至今，2003年登錄為屏東縣歷史建築。

## 形式設計
光復紀念碑外觀為典型西式風格，石材結構分別為山口縣德山市所產之花崗雲母、台北的士林石及人造石而成，基座為矩形石砌，高度共為倆公尺，在立面則分為4結構，最底部為最大的矩形，以岩石作磚砌狀斜上收分，中段為較小的矩形體，由石板及較粗糙的岩石兩部分構成，上段也是岩石材質，但質地較為細緻，並由許多線腳裝飾而成。當前基座上碑文則由當時屏東市市長龔履瑞所撰。

## 無名碑
光復紀念碑旁的西方20公尺左右，另設立一座無名石碑，但碑文均已被毀，僅留基座部分。

## 外部連結
- 光復紀念碑 (屏東縣) - 文化部iCulture-文化空間 （页面存档备份，存于）